# Onychogomphus
Onychogomphus és un gènere d'odonats anisòpters de la família Gomphidae.

## Característiques del gènere
- Libèl·lules que arriben als 80 mm de llargada.
- Ulls àmpliament separats.
- Abdomen dilatat a l'extremitat i proveït en els mascles, de tres cercoides (pinces anals) de talla imponent. Aquests cercoides són corbats en angle dret cap a l'interior.
- Base de l'ala posterior angulosa en els mascles i arrodonida en les femelles.

## Llista de les espècies presents a Catalunya[1]
- Tallanassos gros (Onychogomphus uncatus)
- Tallanassos petit (Onychogomphus forcipatus)
- Tallanassos d'areny (Onychogomphus costae)

## Llista completa d'espècies
- Onychogomphus acinaces
- Onychogomphus aequistylus
- Onychogomphus annularis
- Onychogomphus assimilis
- Onychogomphus banteng
- Onychogomphus boudoti
- Onychogomphus bwambae
- Onychogomphus cacharicus
- Onychogomphus castor
- Onychogomphus costae
- Onychogomphus dingavani
- Onychogomphus emiliae
- Onychogomphus flavifrons
- Onychogomphus flexuosus
- Onychogomphus forcipatus
- Onychogomphus grammicus
- Onychogomphus kerri
- Onychogomphus kitchingmani
- Onychogomphus lefebvrii
- Onychogomphus maclachlani
- Onychogomphus macrodon
- Onychogomphus maculivertex
- Onychogomphus malabarensis
- Onychogomphus meghalayanus
- Onychogomphus nigrescens
- Onychogomphus nilgiriensis
- Onychogomphus perplexus
- Onychogomphus pilosus
- Onychogomphus pollux
- Onychogomphus procteri
- Onychogomphus quirkii
- Onychogomphus rappardi
- Onychogomphus ridens
- Onychogomphus risi
- Onychogomphus rossi
- Onychogomphus saundersii
- Onychogomphus schmidti
- Onychogomphus septemflavus
- Onychogomphus serrulatus
- Onychogomphus styx
- Onychogomphus supina
- Onychogomphus thienemanni
- Onychogomphus treadawayi
- Onychogomphus uncatus
- Onychogomphus vadoni
- Onychogomphus viridicostus

## Galeria

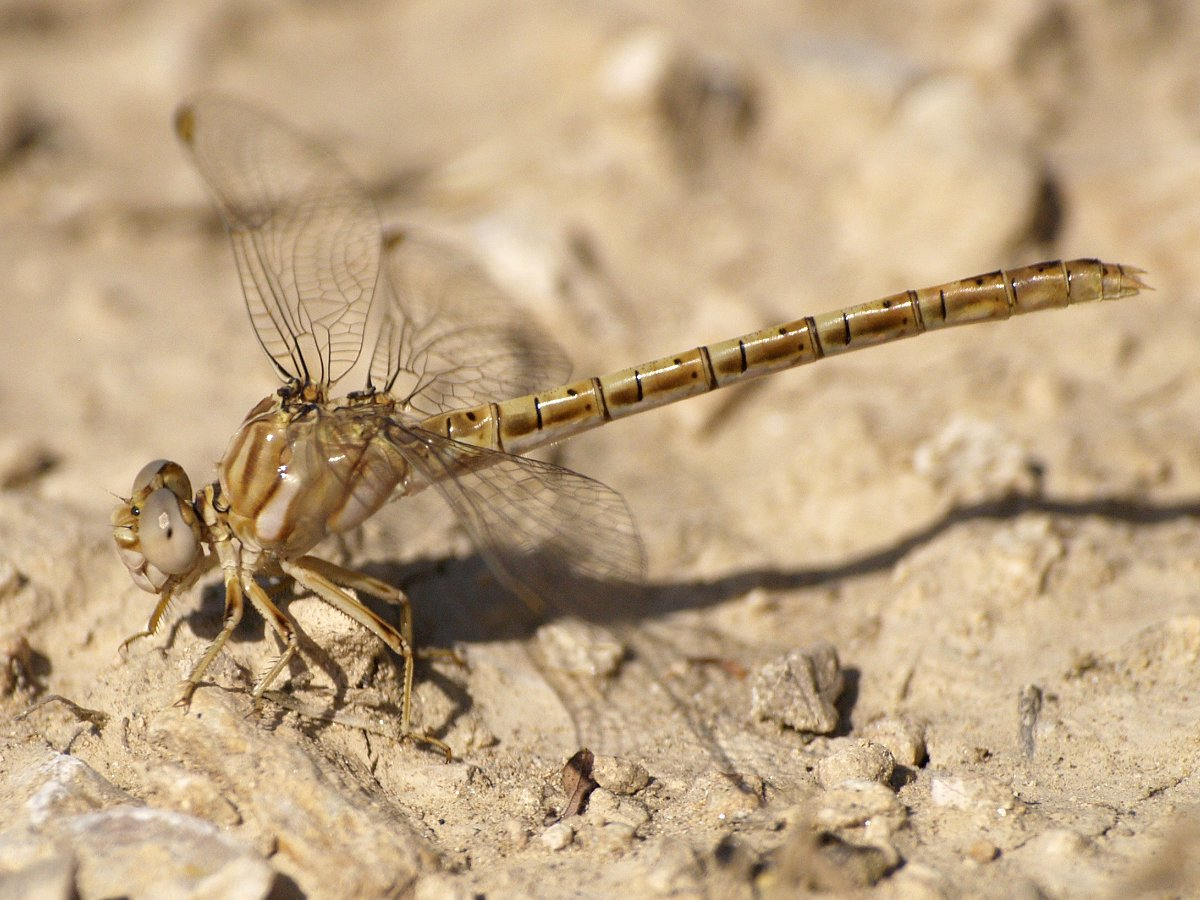
Onychogomphus costae femella
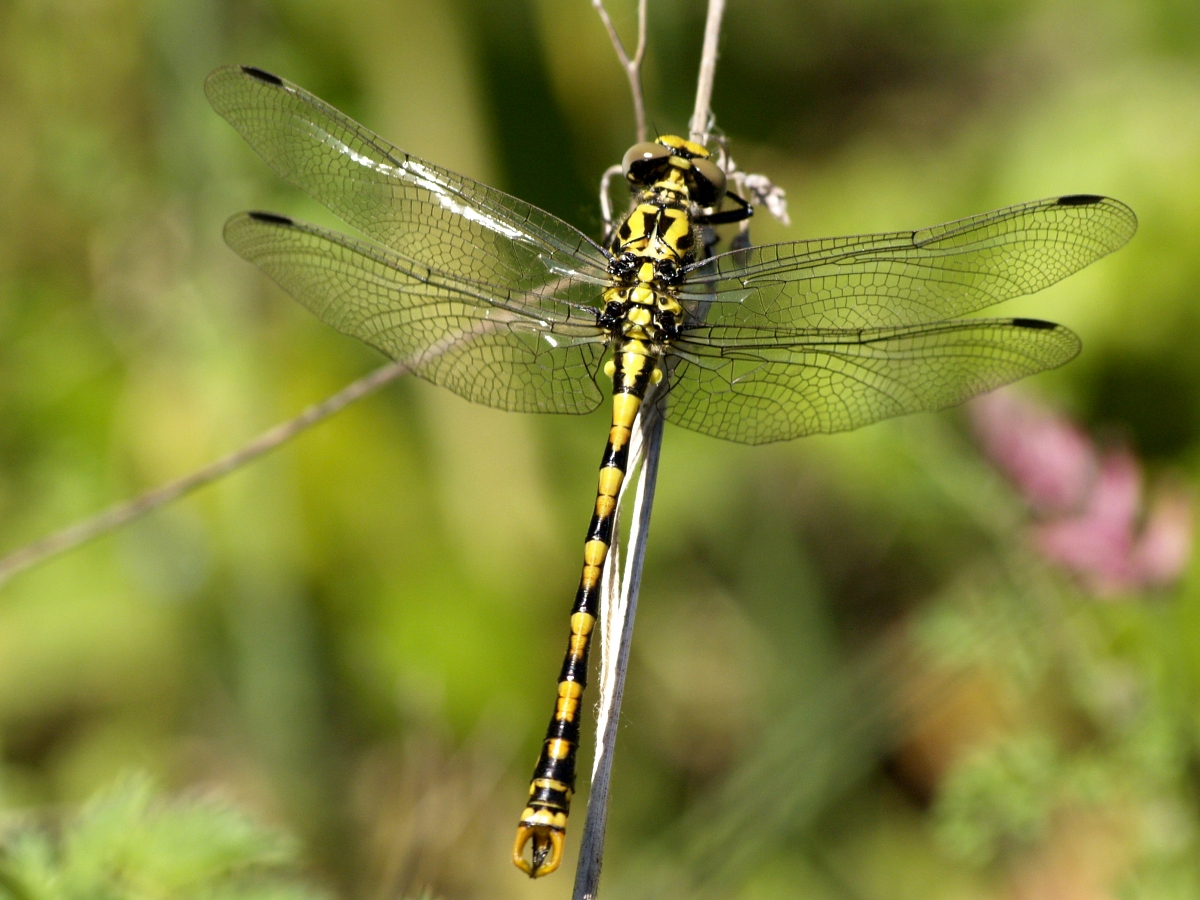
Onychogomphus uncatus mascle
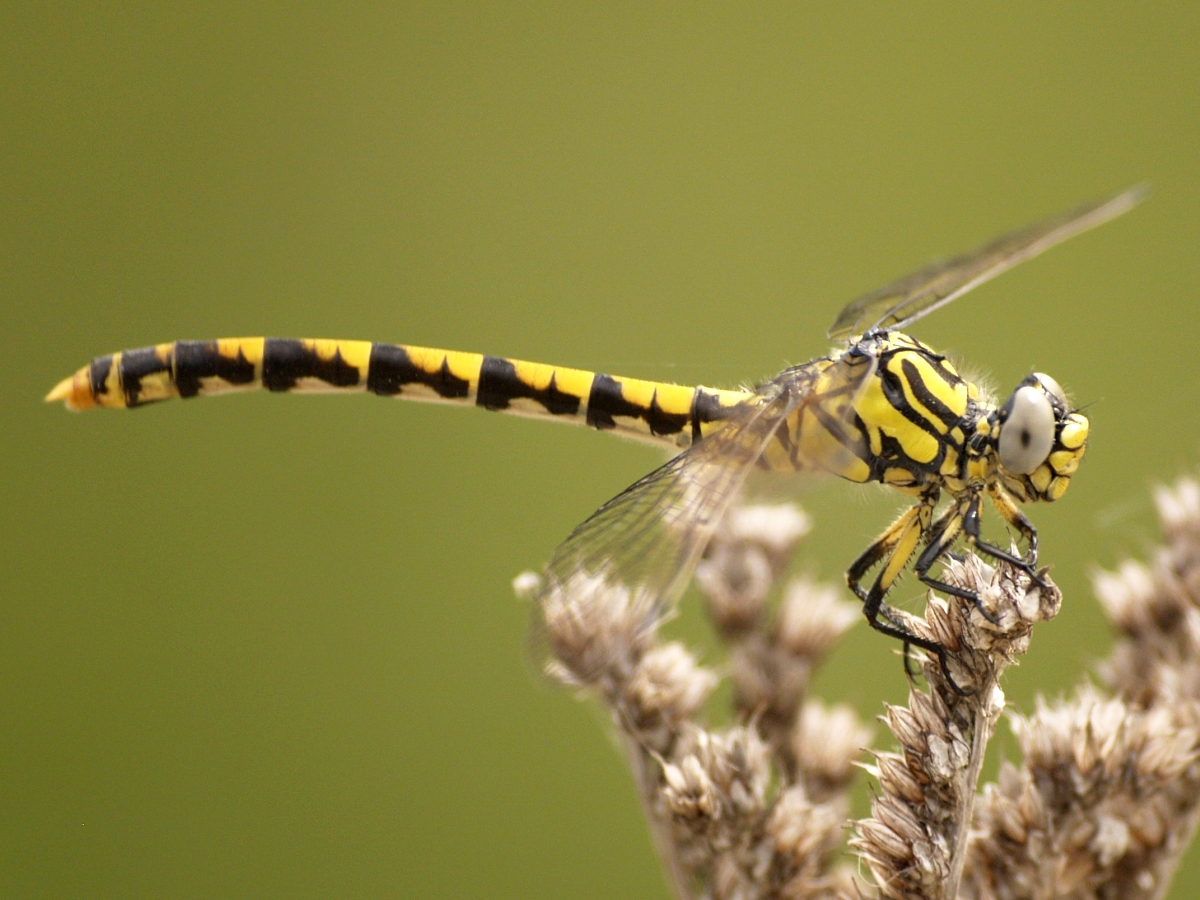
Onychogomphus uncatus femella
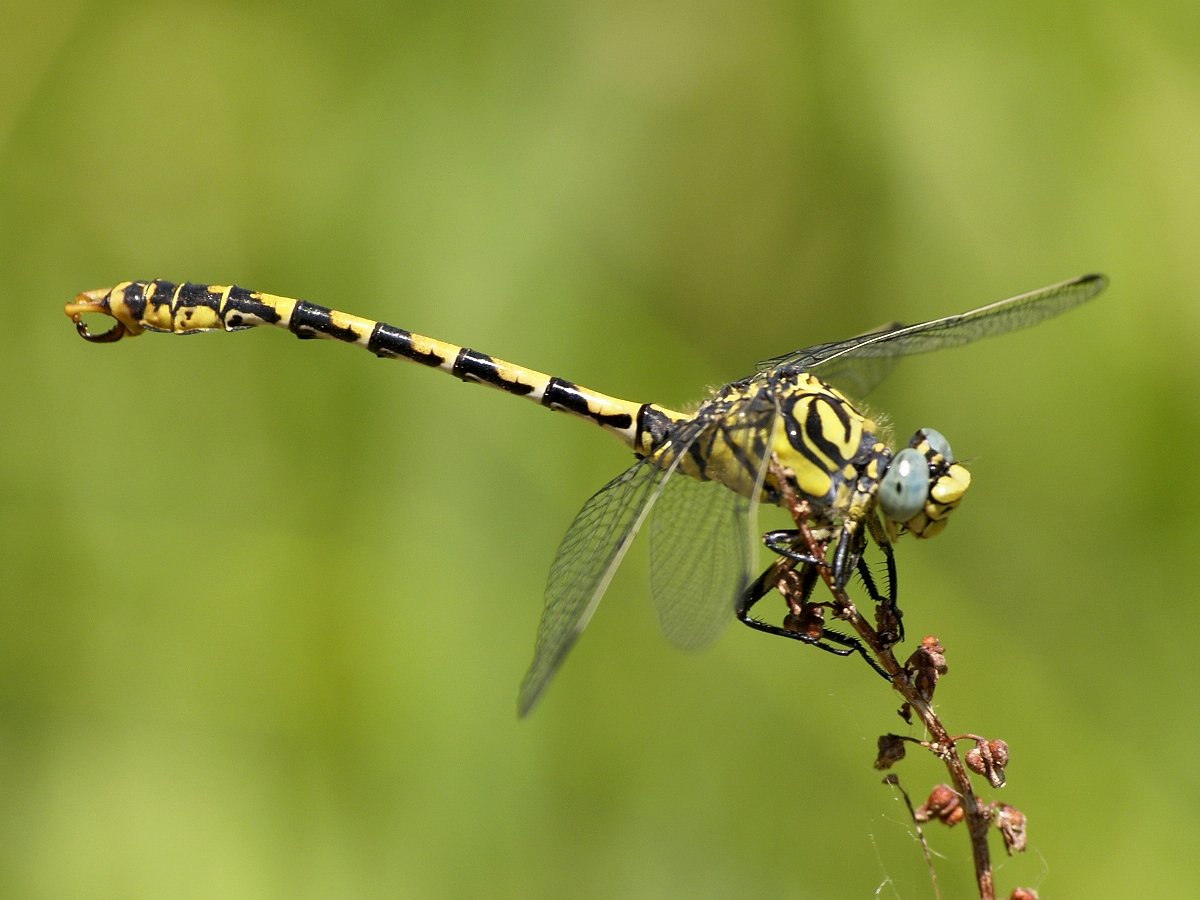
Onychogomphus forcipatus mascle
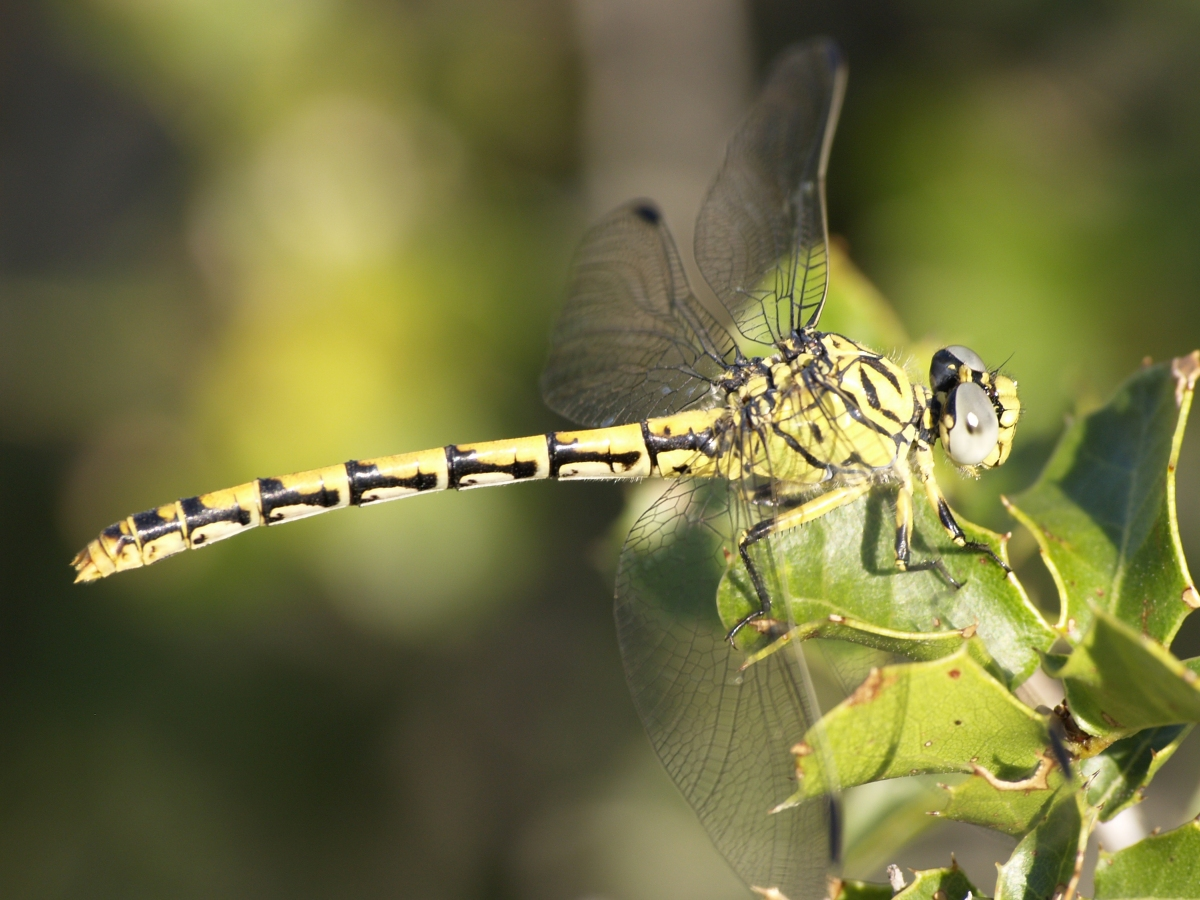
Onychogomphus forcipatus femella